# 潘涵
潘涵（？—？），浙江钱塘人，清朝政治人物。
乾隆十三年（1748年），接替王延熙，以蘇州府通判，署任南汇县知县一职。不到三月清除積案，為官廉政拒絕賄賂；同年由胡具体接任，離任時，百姓哭泣焚香送別。